# Florian Bague
Florian Bague est un footballeur français né le 27 juillet 1984 à Besançon. Il évolue au poste de gardien de but à l'US Boulogne de 2005 à 2012.

## Biographie
Florian Bague intègre le centre de formation du RC Lens à l'âge de 13 ans, mais ne réussira pas à percer chez les pros.
Florian a 18 ans quand il intègre le Club olympique de Châlons-en-Champagne en CFA 2. En 2004, son club est promu en CFA, Florian Bague disputera tous les matchs de son équipe mais ne pourra l'empêcher de redescendre à l'étage inférieur.
En juin 2005, il rejoint l'US Boulogne CO, qui vient de monter en National, comme doublure de Mickaël Ménétrier, puis de Richard Trivino et de Jean-François Bédénik. Il connaitra au passage les deux montées de 2007 et 2009, et disputera des matchs de haut niveau.
Lors de la dernière journée de championnat de la saison 2009-2010, alors que son équipe est condamné à la Ligue 2, il dispute son premier match en Ligue 1, le préparant au futur poste de numéro 1 lors de la prochaine saison dans l'antichambre.
Enfin titulaire en ligue 2, le club rate la promotion en L1 de quelques points. La saison d'après le portier redevient numéro 2 et subit la relégation en...National.
Sans contrat durant six mois et malgré sa belle expérience au haut niveau, le joueur ne trouve pas mieux que la DH et signe en janvier 2013 avec Le Touquet Athletic Club.
Il retrouve la troisième division avec le Vendée Luçon Football en 2013/2014 où il est en concurrence pour le poste de numéro 1. Le club se maintient à une honorable 12e place.
2015/2016 il signe libre au Calais Racing Union football club en CFA .

## Statistiques
| Saison      | Club                    | Pays   | Division   | Championnat |
| ----------- | ----------------------- | ------ | ---------- | ----------- |
| 1998 - 2003 | RC Lens                 | France | -15 et -17 | -           |
| 2003 - 2004 | CO Châlons-en-Champagne | France | CFA 2      | 35 matchs   |
| 2004 - 2005 | CO Châlons-en-Champagne | France | CFA        | 34 matchs   |
| 2005 - 2006 | US Boulogne             | France | National   | 5 matchs    |
| 2006 - 2007 | US Boulogne             | France | National   | 7 matchs    |
| 2007 - 2008 | US Boulogne             | France | Ligue 2    | 16 matchs   |
| 2008 - 2009 | US Boulogne             | France | Ligue 2    | 7 matchs    |
| 2009 - 2010 | US Boulogne             | France | Ligue 1    | 1 match     |
| 2010 - 2011 | US Boulogne             | France | Ligue 2    | 38 matchs   |
| 2011 - 2012 | US Boulogne             | France | Ligue 2    | 10 matchs   |